# Дејвид Логан
Дејвид Кајл Логан (Чикаго, Илиноис 26. децембар 1982) је америчко-пољски кошаркаш. Игра на позицијама плејмејкера и бека.
У фебруару 2009. добио је пољско држављанство и постао репрезентативац ове земље. Са репрезентацијом Пољске учествовао је на Европском првенству 2009. године.

## Колеџ
Логан је играо кошарку на Универзитету у Индијанаполису. На последњој години колеџа постизао је просечно 28,6 поена по утакмици. Добио је награду за играча године НЦАА Друге дивизије, а универзитетску каријеру завршио је као најбољи стрелац у историји универзитета са 2,352 постигнута поена.

## Каријера
У сезони 2005/06. потписује за италијанског друголигаша Павију. У децембру 2006. одлази у израелски Рамат Хашарон. Након тога се враћа назад у Сједињене Државе, где је одиграо седам утакмица за екипу из развојне лиге, Форт Ворт флајерсе. Сезону 2006/07. завршио је као члан пољског Старограда. У сезони 2007/08. потписује за Туров Згожелец, са којим је у Еврокупу стигао до осмине финала, са просеком од 18,3 поена по мечу. Добрим играма заслужио је позив пољског евролигаша Асеко Прокома. У екипи Прокома провео је две сезоне, помогавши тиму да стигне до две титуле државног шампиона, и потпуно се афирмисао добрим партијама.
У јулу 2010. потписао је трогодишњи уговор са екипм Каха Лаборала. У шпанској екипи провео је само једну сезону са променљивим партијама. У августу 2011. потписао је довогодишњи уговор са екипом Панатинаикоса. Са грчким тимом освојио је национални куп за 2012. године. У јулу 2012. потписао је двогодишњи уговор са Макабијем из Тел Авива., али је и ову екипу напустио после само једне сезоне. У јулу 2013. започео је једногодишњи боравак у Алби из Берлина. У јулу 2014. је постао члан Динамо Сасарија. Сезону 2016/17. започео је у Лијетувос ритасу, али је у фебруару 2017. прешао у Авелино. У јулу 2017. договорио је једногодишњу сарадњу са Стразбуром.

## Успеси

### Клупски
- Асеко Проком Гдиња:
  - Првенство Пољске (2): 2008/09, 2009/10.

- Панатинаикос:
  - Куп Грчке (1): 2012.

- Макаби Тел Авив:
  - Куп Израела (1): 2013.

- АЛБА Берлин:
  - Куп Немачке (1): 2014.

- Динамо Сасари:
  - Првенство Италије (1): 2014/15.
  - Куп Италије (1): 2015.
  - Суперкуп Италије (1): 2014.